# Mattia Cattaneo
Mattia Cattaneo (Alzano Lombardo, 25 oktober 1990) is een Italiaans wielrenner die sinds 2022 rijdt voor de Belgische wielerploeg Soudal Quick-Step.

## Belangrijkste overwinningen
2009
GP di Poggiana
2011
Eindklassement Girobio
GP di Poggiana
GP Capodarco
2012
Ruota d'Oro
2017
3e etappe Ronde van de Provence
2019
Ronde van de Apennijnen
2021
4e etappe (ITT) Ronde van Luxemburg
2023
6e etappe (ITT) Ronde van Polen
 Europees kampioenschap gemengde ploegenestafette, elite
2024
 Europees kampioen gemengde ploegentijdrit, elite
 Europees kampioenschap tijdrijden, elite

## Resultaten in voornaamste wedstrijden
| Jaar | Ronde van Italië | Ronde van Frankrijk | Ronde van Spanje |
| ---- | ---------------- | ------------------- | ---------------- |
| 2013 | opgave           |                     |                  |
| 2014 | 64e              |                     |                  |
| 2015 |                  |                     | opgave           |
| 2016 |                  |                     | 102e             |
| 2017 |                  |                     |                  |
| 2018 | 33e              |                     |                  |
| 2019 | 28e              |                     |                  |
| 2020 |                  |                     | 17e              |
| 2021 |                  | 12e                 |                  |
| 2022 |                  | 96e                 |                  |
| 2023 | opgave           |                     | 34e              |
| 2024 |                  |                     | 23e              |
| 2025 | 44e              | opgave              |                  |

| Jaar | Milaan-San Remo | Gent-Wevelgem | Ronde van Vlaanderen | Amstel Gold Race | Luik-Bast.‑Luik | Ronde van Lombardije | Waalse Pijl |  | WK op de weg |  | Wereldranglijsten |
| ---- | --------------- | ------------- | -------------------- | ---------------- | --------------- | -------------------- | ----------- |  | ------------ |  | ----------------- |
| 2013 |                 | opgave        | 60e                  |                  | opgave          |                      |             |  |              |  |                   |
| 2014 |                 |               |                      | opgave           | 99e             |                      | 138e        |  |              |  |                   |
| 2015 |                 |               |                      |                  |                 |                      |             |  |              |  |                   |
| 2016 | 146e            | opgave        |                      |                  |                 | 47e                  |             |  |              |  | 218e (UWT)        |
| 2017 | 48e             |               |                      |                  |                 | opgave               |             |  |              |  |                   |
| 2018 |                 |               |                      |                  |                 | 19e                  |             |  |              |  |                   |
| 2019 | 101e            |               |                      |                  |                 |                      |             |  |              |  |                   |
| 2020 |                 |               |                      |                  |                 | opgave               |             |  |              |  |                   |
| 2021 |                 |               |                      | 112e             |                 |                      | 71e         |  |              |  |                   |
| 2022 | 104e            |               |                      |                  |                 |                      |             |  |              |  |                   |
| 2023 |                 |               |                      |                  |                 | 70e                  |             |  |              |  |                   |
| 2024 | 76e             |               |                      |                  |                 | 63e                  |             |  | 63e          |  |                   |
| 2025 | 88e             |               |                      |                  |                 |                      |             |  |              |  |                   |

Cattaneo verliet de Ronde van Italië in 2023 na een positieve test op COVID-19.

## Ploegen
- 2012 –  Lampre-ISD (stagiair vanaf 1-8)
- 2013 –  Lampre-Merida
- 2014 –  Lampre-Merida
- 2015 –  Lampre-Merida
- 2016 –  Lampre-Merida
- 2017 –  Androni-Sidermec-Bottecchia
- 2018 –  Androni Giocattoli-Sidermec
- 2019 –  Androni Giocattoli-Sidermec
- 2020 -  Deceuninck–Quick-Step
- 2021 –  Deceuninck–Quick-Step
- 2022 –  Quick Step-Alpha Vinyl
- 2023 –  Soudal-Quick Step
- 2024 –  Soudal-Quick Step
- 2025 –  Soudal-Quick Step

Anacona ·
Bertagnolli ·
Boets · 
Bole ·
Bono ·  
Cimolai ·   
Cunego ·
Graziato ·
Hondo ·
Kostjoek ·
D. Kryvtsov ·
J. Krivtsov ·
Kvatsjoek ·
Lloyd ·
Malori ·
Marzano ·
Mori ·
Niemiec ·
Petacchi ·
Pietropolli ·
Possoni ·
Righi ·
Scarponi ·
Sjejdyk ·
Spezialetti ·
Stortoni ·
Ulissi ·
Viganò ·
Cattaneo (stagiair) ·
Viola (stagiair) ·
Wackermann (stagiair)
Anacona ·
Bono ·  
Cattaneo ·
Cimolai ·   
Cunego ·
Dodi ·
Đurasek ·
Favilli ·
Ferrari ·
Graziato ·
Lloyd ·
Malori ·
Mori ·
Niemiec ·
Palini ·
Petacchi (tot 23/04) ·
Pietropolli ·
Polanc ·
Pozzato ·
Richeze ·
Scarponi ·
Serpa ·
Stortoni ·
Ubeto ·
Ulissi ·
Viganò ·
Wackermann ·
Bonifazio (stagiair) ·
Cambianica (stagiair) ·
Conti (stagiair)
Anacona · Bonifazio · Bono · Cattaneo · Cimolai · Conti · Costa  · Cunego · Dodi · Đurasek · Favilli · Ferrari · Horner · Modolo · Mori · Niemiec · Oliviera · Palini · Polanc · Pozzato · Richeze · Serpa · Ulissi · Valls · Wackermann · Xu · Kasjavy (stagiair) · Vaccher (stagiair)
Bonifazio · Bono · Cattaneo · Cimolai · Conti · M. Costa · R. Costa · Đurasek · Feng · Ferrari · Grmay · Kasjavy · Modolo · Mori · Niemiec · Oliviera · Pibernik · Plaza · Polanc · Pozzato · Richeze · Serpa · Ulissi · Valls · Xu · Ganna (stagiair) · Pacioni (stagiair) · Ravasi (stagiair)
Arashiro · Bono · Cattaneo · Cimolai · Conti · M. Costa · R. Costa · Đurasek · Feng · Ferrari · Grmay · Kasjavy · Kump · Meintjes · Modolo · Mohorič · Mori · Niemiec · Petilli · Pibernik · Polanc · Ulissi · Xu · Zurlo · Masnada (stagiair) · Ravasi (stagiair) · Troia (stagiair)
Ballerini · Benfatto · Bernal · Bonusi · Cattaneo · D'Urbano · Mar. Frapporti · Mat. Frapporti · Gavazzi · Malucelli · Masnada · Pacioni · Palini · Rivera · Sosa · Spreafico · Taliani · Torres · Vendrame
Ballerini · Belletti · Benfatto · Bisolti · Bonusi · Cattaneo · Chirico · Mar. Frapporti · Mat. Frapporti · Gavazzi · Malucelli · Masnada · Rivera · Sosa · Spreafico · Torres · Vendrame · Lizde (stagiair) · Viel (stagiair)
Belletti · Benfatto · Bisolti · Busato · Cardona · Cattaneo · Fedrigo · Flórez · Mar. Frapporti · Mat. Frapporti · Gavazzi · Masnada · Montaguti · Muñoz · Pelucchi · Rivera · Rumac · Spreafico · Vendrame · Viel · Bais (stagiair) · Ravanelli (stagiair) · Venchiarutti (stagiair)
Alaphilippe  · Almeida · Archbold · Asgreen · Bagioli · Ballerini · Bennett · Cattaneo · Cavagna · Declercq · Devenyns · Evenepoel   · Garrison · Hodeg · Honoré · Jakobsen · Jungels · Keisse · Knox · Lampaert · Masnada · Mørkøv · Sénéchal · Serry · Steels · Steimle · Štybar · Van Lerberghe · Quinn (stagiair) · Vansevenant (stagiair)
Alaphilippe  · Almeida · Archbold · Asgreen · Bagioli · Ballerini · Bennett · Cattaneo · Cavagna · Cavendish · Černý · Declercq · Devenyns · Evenepoel · Garrison · Hodeg · Honoré · Jakobsen · Keisse · Knox · Lampaert · Masnada · Mørkøv · Sénéchal · Serry · Steels · Steimle · Štybar · Van Lerberghe · Vansevenant · Osborne (stagiair) · Van Tricht (stagiair)
Alaphilippe  · Asgreen · Bagioli · Ballerini · Cattaneo · Cavagna · Cavendish · Černý · Declercq · Devenyns · Evenepoel  · Honoré · Jakobsen  · Keisse · Knox · Lampaert · Masnada · Mørkøv · Schmid · Sénéchal · Serry · Steels · Steimle · Štybar · Svrček (vanaf 1/7) · Van Lerberghe · Van Tricht · Van Wilder · Vansevenant · Vernon · Vervaeke · Raccani (stagiair)
Alaphilippe · Asgreen · Bagioli · Ballerini · Cattaneo · Cavagna · Černý · Declercq · Devenyns · Evenepoel    · Hirt · Jakobsen  · Knox · Lampaert · Masnada · Merlier · Mørkøv · Pedersen · Schmid · Sénéchal · Serry · Steimle · Svrček · Van Lerberghe · Van Tricht · Van Wilder · Vansevenant · Vernon · Vervaeke
Alaphilippe · Asgreen · Bastiaens · Cattaneo · Černý · Evenepoel      · Gelders · Hirt · Huby · Knox · Lampaert · Lamperti · Landa · Lecerf · Magnier · Masnada · Merlier · Moscon · Pedersen · Reinderink · Serry · Svrček · Van Lerberghe · Van Wilder · Vangheluwe · Vansevenant · Vervaeke · Warlop